# Швердтнер, Инес
Инес Швердтнер (нем. Ines Schwerdtner; род. 26 августа 1989, Вердау, Цвиккау) — немецкая журналистка и политическая деятельница левого толка. Федеральный сопредседатель (вместе с Яном ван Акеном) Левой партии с 2024 года. Член бундестага от Берлина-Лихтенберга с 2025 года.

## Биография
Родилась 26 августа 1989 года в Вердау (тогда округ Карл-Маркс-Штадт) в ГДР, незадолго до падения Берлинской стены.
Когда ей было 4 года, семья из-за экономических трудностей переехала в Гамбург.
Изучала политологию и английский язык в Свободном университете Берлина. В 2014 году она перебралась во Франкфурт-на-Майне, чтобы получить степень магистра по политической теории, которую ей вручили в 2019 году. 
С 2014 года Швердтнер выступает внештатным журналистом и публицистом. Работала координатором в редакции марксистского академического журнала Das Argument. С 2019 по 2023 год — главный редактор немецкой версии основанного в США социалистического журнала Jacobin. Также публиковалась в еженедельнике Der Freitag и ежемесячной левой газете analyse & kritik.
Швердтнер является научным сотрудником Берлинского института критической теории (InkriT) и в течение нескольких лет вносила вклад в новое издание Историко-критического словаря марксизма. 

## Политическая карьера

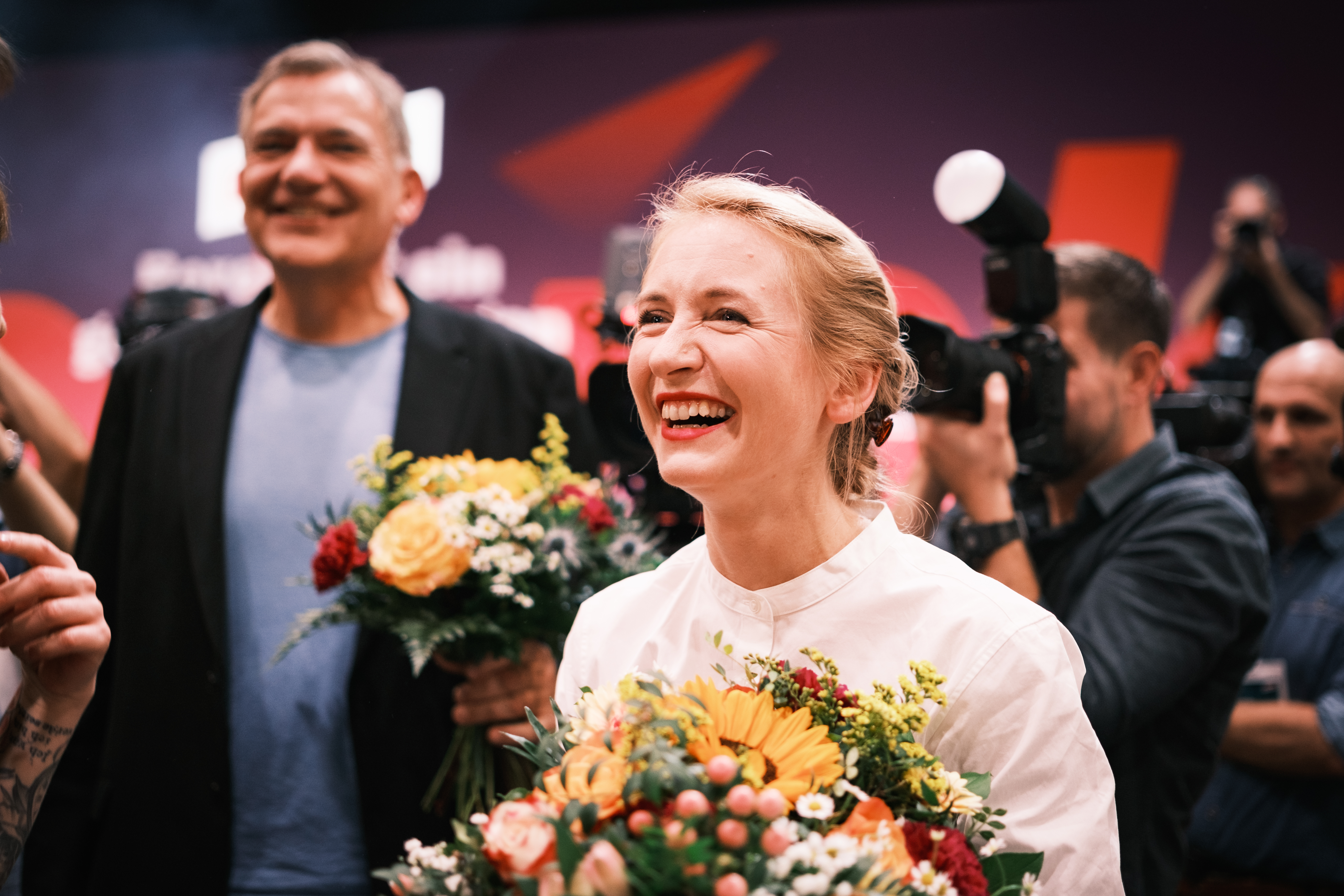
Инес Швердтнер после избрания сопредседателем партии (Галле, 2024)

Во время учёбы принимала участие в политических инициативах и в течение нескольких лет была представителем Профсоюза работников образования и науки (GEW).
В августе 2023 года вступила в Левую партию по предложению Гезине Лётч. Она также была советником председателя правления Фонда Розы Люксембург до октября 2024 года. 
Баллотировалась на выборах в Европейский парламент в июне 2024 года, но не была избрана.
На съезде в Галле 19 октября 2024 года избрана сопредседателем Левой партии вместе с Яном ван Акеном. Получила 79,8 % голосов делегатов. Сменили Янине Висслер и Мартина Ширдевана.
Баллотировалась на парламентских выборах 2025 года в одномандатном избирательном округе Берлин-Лихтенберг и была избрана, получив один из шести прямых мандатов, завоёванных партией в одномандатных округах. Она получила 34,01% голосов и одержала верх над выдвинутой Альтернативой для Германии Беатрикс фон Шторх.